# Rimouski-Neigette
Pour les articles homonymes, voir Rimouski (homonymie).
Rimouski-Neigette est une municipalité régionale de comté de la province de Québec, dans la région administrative du Bas-Saint-Laurent, créée le 26 mai 1982. Son chef-lieu est la ville de Rimouski. Elle est entourée des municipalités régionales de comté suivantes : La Mitis, Les Basques et Témiscouata. 

## Toponymie
La municipalité régionale de comté de Rimouski-Neigette a succédé en 1982 au conseil de comté de Rimouski, qui existait depuis 1855. Il tire la première partie de son nom du comté et de la ville de Rimouski, principale municipalité du territoire et du canton de Neigette.
Le nom du canton reprend l'appellation de la rivière Neigette, un diminutif de neige qui signifie une « faible chute de neige » dans le parler local. Ce terme a été homologué en 1868, mais il est déjà utilisé dans des rapports d'arpentage remontant à 1852.

## Géographie
Située à environ 300 km à l'est de Québec, la municipalité régionale de comté (MRC) de Rimouski-Neigette est située sur la rive-sud de l'estuaire du fleuve Saint-Laurent, au centre de la région administrative du Bas-Saint-Laurent. Elle occupe une superficie de 2 762 km2 délimitée au nord par le fleuve Saint-Laurent, à l'ouest par les MRC Les Basques et Témiscouata, à l'est par la MRC de La Mitis et au sud par la frontière avec le Nouveau-Brunswick. Le territoire de forme presque rectangulaire s'étend sur 70 km sur l'axe nord-sud et 40 km d'est en ouest.

### Municipalités

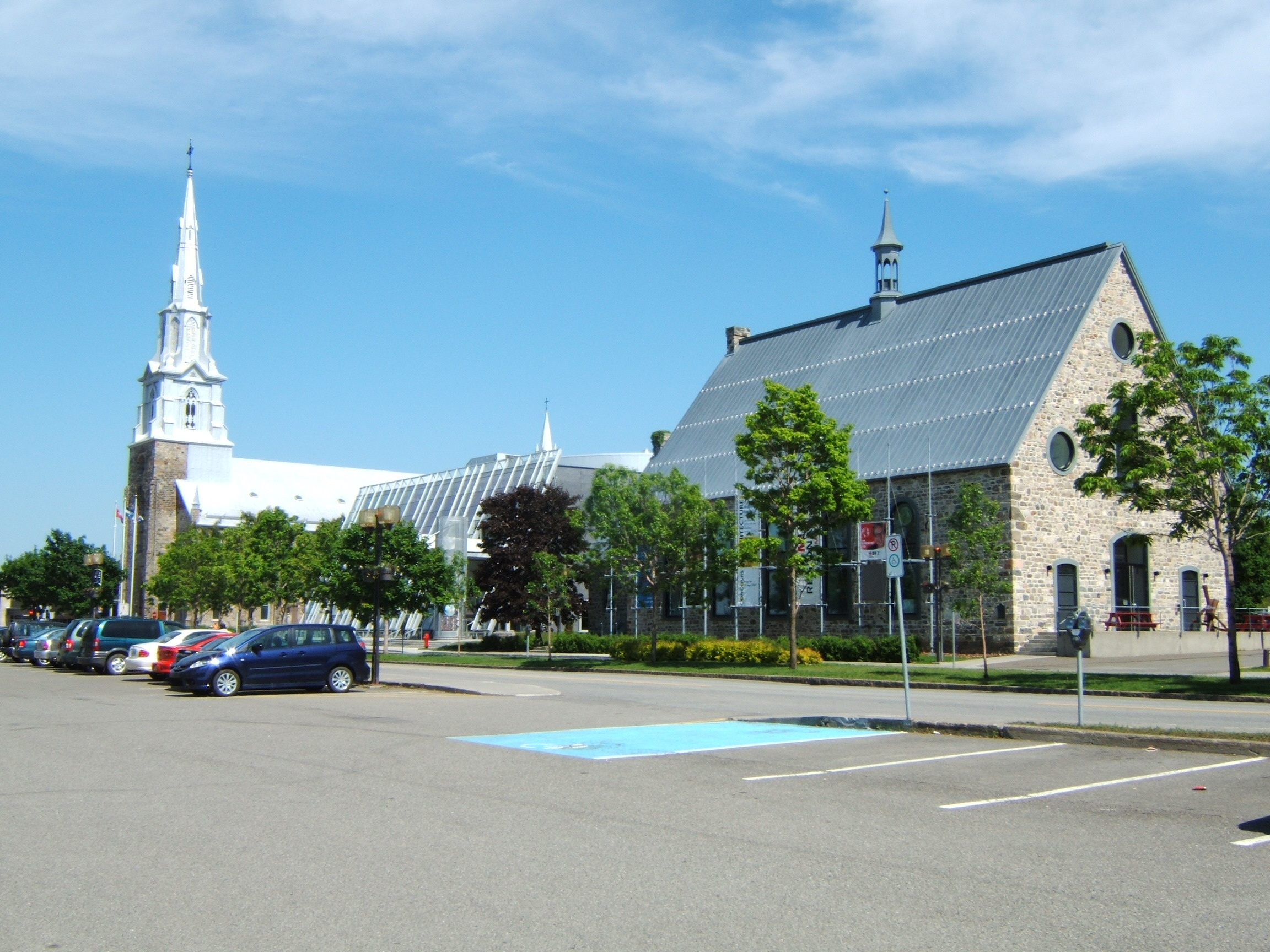
Rimouski

La municipalité régionale de comté de Rimouski-Neigette est composée de 9 municipalités locales et un territoire non organisé.
| Nom                        | Type         | Population (2016) | Superficie (km2) |
| -------------------------- | ------------ | ----------------- | ---------------- |
| Municipalités locales      |              |                   |                  |
| Esprit-Saint               | Municipalité | 341               | 169,40           |
| La Trinité-des-Monts       | Paroisse     | 223               | 234,23           |
| Rimouski                   | Ville        | 48 664            | 339,64           |
| Saint-Anaclet-de-Lessard   | Paroisse     | 3 071             | 126,77           |
| Saint-Eugène-de-Ladrière   | Paroisse     | 364               | 333,64           |
| Saint-Fabien               | Paroisse     | 1 837             | 121.20           |
| Saint-Marcellin            | Paroisse     | 353               | 117,56           |
| Saint-Narcisse-de-Rimouski | Paroisse     | 961               | 163,41           |
| Saint-Valérien             | Paroisse     | 816               | 145,27           |
| Territoires non organisés  |              |                   |                  |
| Lac-Huron                  | Lac-Huron    | 20                | 964,06           |
| Total                      | Total        | 56 650            | 2 715,17         |

### Géologie et relief

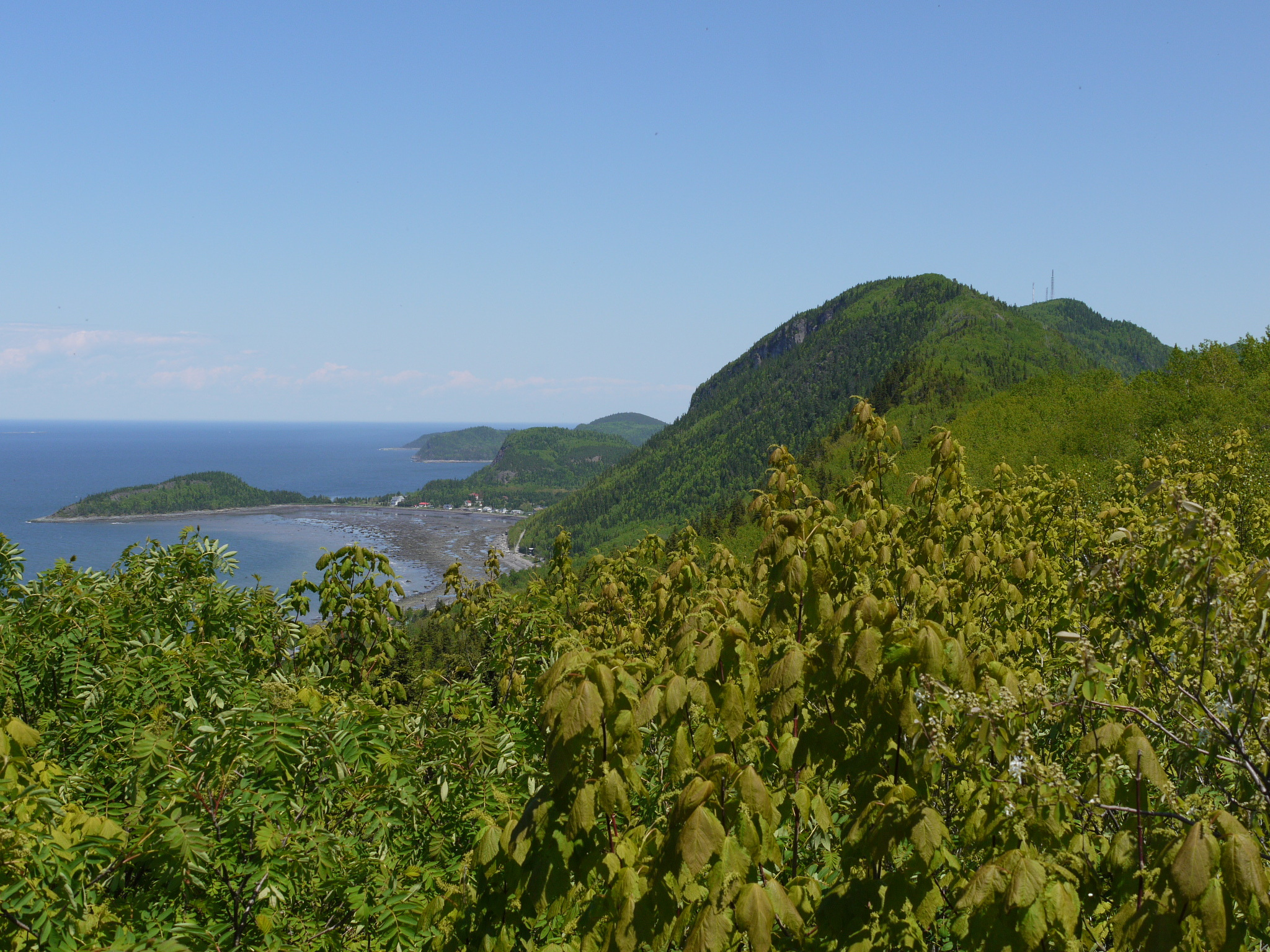
Vue à partir du belvédère Raoul-Rou dans le parc national du Bic

Comme l'ensemble du Bas-Saint-Laurent, la MRC fait partie de la province naturelle des Appalaches. Le territoire est caractérisé par trois régions topographiques qui ont influencé le peuplement et l'activité économique. La première zone, celle des basses-terres, s'étend au nord du territoire sur une dizaine de kilomètres de profondeur à partir de l'estuaire du Saint-Laurent. Cette bande de terre sur laquelle sont concentrés les principaux centres de population, est formée de longues terrasses parallèles dont l'altitude varie entre le niveau de la mer et 183 m d'élévation. Les sols sont recouverts de dépôts meubles — silt, argile, sable et gravier fluviatile — et sont sujets à certains endroits à des risques d'inondation et de mouvements de terrain à proximité de la rivière Rimouski ainsi que sur le long de la route 132 dans le secteur de Saint-Fabien.
Une zone intermédiaire, le moyen plateau ou le plateau appalachien nord, s'étend sur 25 km au sud de la zone des basses-terres. Elle est formée de crêtes ondulées et de collines arrondies séparées par des vallées de faible profondeur, dont les sols sont composés de sable et de gravier. Dans ce secteur, l'élévation varie entre 200  et   300 m. La plupart des lacs se concentrent dans la partie ouest de cette zone, la moitié est ne comptant que quelques lacs.
La dernière zone est une région de hautes terres au relief accidenté et aux vallées profondes. Dans la région, les élévations du plateau appalachien sud se situent généralement entre 250  et   500 m. Le plus haut sommet de la MRC, le Mont Longue-Vue, dans la paroisse de La Trinité-des-Monts, culmine à 650 m. Une autre colline, près du lac Huguette dans le territoire non organisé du Lac-Huron, s'élève à 600 m.

### Hydrographie

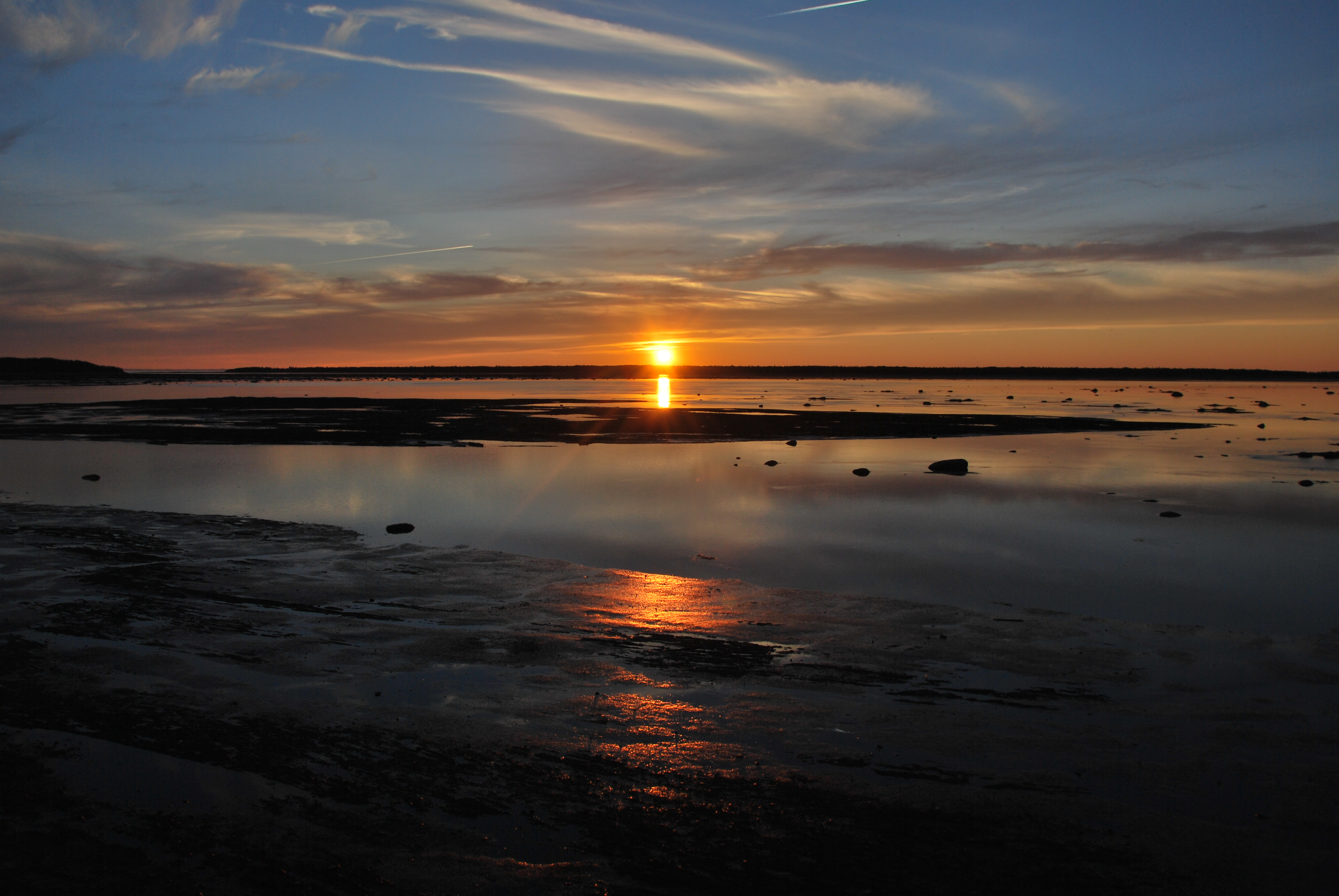
Coucher de soleil à Rimouski sur le fleuve Saint-Laurent

Les lacs et les rivières occupent une superficie d'environ 90 km2, soit environ 3 % de la superficie totale de la MRC. Le territoire se draine vers le fleuve Saint-Laurent, dont les principaux affluents sont les rivières Rimouski, du Bic, du Sud-Ouest, Porc-Pic, Germain-Roy, Hâtée, La Loutre et LeChasseur-Vaillancourt. La MRC compte environ 850 lacs, dont 90 occupent une superficie supérieure à 20 hectares, seuil minimum pour l'établissement d'activités de villégiature sur les terres publiques.
Le plus important de ces cours d'eau, la rivière Rimouski prend sa source dans le haut plateau, traverse huit des neuf municipalités de la MRC et méandre sur une distance 113 km avant de se jeter dans la baie de Rimouski, à l'Ouest du centre-ville. Le bassin versant de la rivière Rimouski — incluant ses principaux affluents, les rivières Rimouski-Est, Grand Touradi, Petite Touradi, Petite Rimouski, rivière Bois-Brûlé — draine une superficie de 1 636,67 km2 et son module est de 32 m3/s à l'embouchure. Le  débit de la rivière varie en moyenne de 7 m3/s à l'étiage d'hiver en février à 143 m3/s lors de la crue printanière en mai.

## Faune et flore

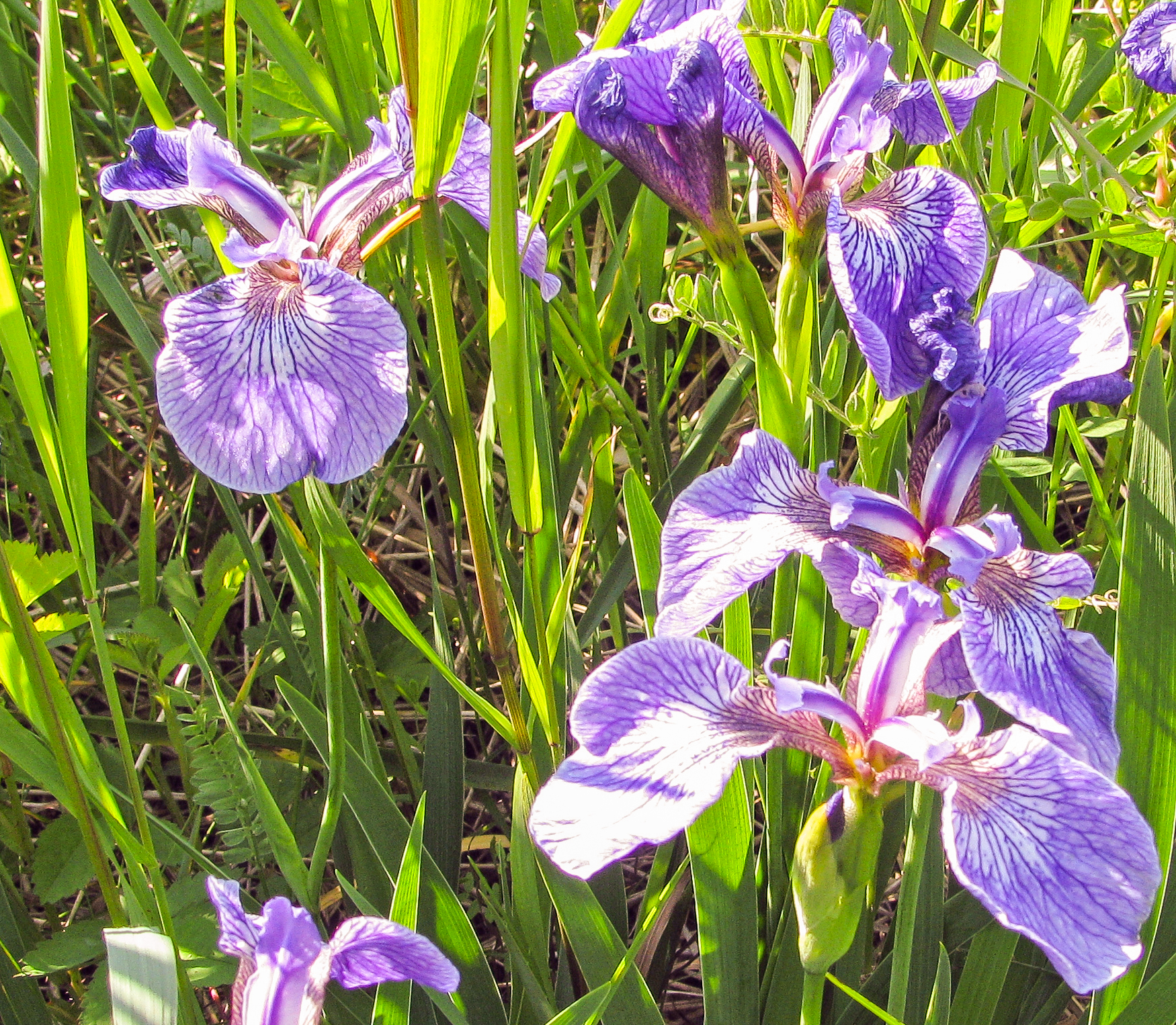
Iris versicolor au parc national du Bic

### Forêts
La région de Rimouski est classée dans le domaine de la sapinière à bouleau jaune. Les forêts ceinturant la ville sont majoritairement composées de sapin baumier (Abies balsamea), de bouleau jaune (Betula alleghaniensis), d'érable à sucre (Acer saccharum), de bouleau à papier (Betula papyrifera), de peuplier faux-tremble (Populus tremuloides) et de thuya occidental (Thuya occidentalis).
Les principaux éléments de la dynamique forestière sont les épidémies de tordeuse des bourgeons de l'épinette (Choristoneura fumiferana) et les feux de forêt. Une recherche menée au début des années 2000 dans la région démontre que la fréquence des épidémies au cours des 450 dernières années est d'une aux 40 ans. Depuis le début du XIXe siècle, les feux d'abattis ont brûlé d'importantes superficies, bien que depuis 1952 l'influence des feux ait diminué au Bas-Saint-Laurent.
L'étude de l'historique de l'exploitation des forêts dans le secteur de la rivière Rimouski démontre que les modifications aux pratiques sylvicoles ont contribué à modifier la composition de la forêt. La forêt pré-industrielle était dominée par des conifères qui dépassaient un siècle (65 %) ; les peuplements mixtes (30 %) et feuillus (moins de 5 %) étant en minorité.
Trois phases d'exploitation ont eu lieu aux XIXe et XXe siècles. Entre 1827 et 1900, les travailleurs récoltent les plus gros arbres de manière sélective, principalement les pins et les épinettes. Les impacts de cette exploitation sont relativement mineurs, malgré les volumes importants qui ont été prélevés. Pendant la deuxième phase — qui coïncide avec l'essor des industries du bois et du papier entre 1900 et 1960 —, l'exploitation de la forêt s'étend à l'ensemble des conifères, mais particulièrement au sapin baumier. Malgré l'importance de l'exploitation industrielle, les coupes étaient alors largement confiées aux basses terres près du réseau hydrographique.
Durant la deuxième moitié du XXe siècle, la mécanisation de l'exploitation et les coupes totales ont eu des conséquences profondes sur la structure d'âge et la composition des forêts. Les peuplements de conifères de plus de 100 ans ont été remplacés par des forêts jeunes, dominées par des essences feuillues pionnières ou opportunistes comme le bouleau blanc, l'érable rouge, le peuplier faux-tremble et l'érable à sucre. En revanche, le sapin baumier, l'épinette blanche, le pin rouge et le thuya occidental ont subi de fortes baisses.

## Histoire

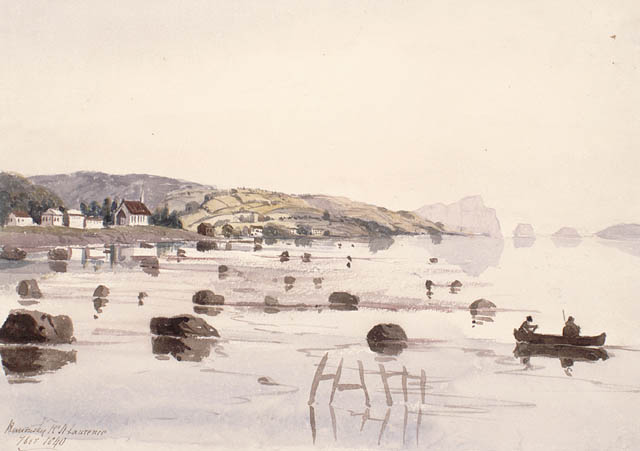
L'embouchure de la rivière Rimouski et le village en 1840.

Aperçue par les explorateurs Jacques Cartier et Samuel de Champlain qui décrivent ses pics escarpés, ses baies et l'île Saint-Barnabé, la région est fréquentée depuis des milliers d'années par des tribus semi-sédentaires qui y exercent des activités de chasse, de pêche et de cueillette . Les premières seigneuries sont concédées entre 1676 et 1696 — les seigneuries du Bic, de Rimouski et de Lessard —, mais la population régionale ne s'élève qu'à 44 habitants à la fin du régime français.
La région se peuple à compter du deuxième tiers du XIXe siècle, passant de 400 résidents en 1829 à 11 169 en 1881. Trois facteurs expliquent cette augmentation. D'abord, l'agriculture se développe sur les basses-terres. Des entrepreneurs comme William Price établissent des usines de sciage qui procurent de l'emploi en usine et en forêt, profitant d'une conjoncture favorable à l'exportation vers la Grande-Bretagne et les États-Unis. Enfin, Rimouski développe une vocation de centre de services régional avec l'établissement d'un palais de justice en 1862, la création du diocèse de Rimouski en 1867 et l'ouverture du séminaire en 1871.
Le développement des transports — et en particulier la desserte du chemin de fer Intercolonial, à compter de 1873 —, donne une impulsion au commerce et entraîne la spécialisation de l'agriculture vers la production laitière. Profitant d'importants territoires de coupe dans l'arrière-pays, l'entreprise Price Brothers and Company construit une importante scierie à l'embouchure de la rivière Rimouski en 1899. La Grande Dépression des années 1930 réduit la demande de bois et force une partie de la population à migrer vers l'intérieur des terres. Avec la création des colonies d’Esprit-Saint, de La Trinité-des-Monts et de Saint-Eugène-de-Ladrière, le territoire habité atteint son extension extrême.
En mai 1950, l'incendie de l'usine de Price Brothers embrase une grande partie de Rimouski et force la région à réorienter ses activités vers les services. Le développement de projets miniers, forestiers et hydroélectriques sur la Côte-Nord permettent à des entrepreneurs comme Jules-A. Brillant de développer un commerce prospère dans les secteurs des communications, du transport, du commerce de gros et de la construction. Avec l'activité accrue de l'État à compter de la Révolution tranquille, Rimouski confirme son statut de chef-lieu régional et de centre de services. Cette réorientation de l'économie régionale aura cependant un impact négatif sur l'arrière-pays, qui se dépeuple au profit de la ville-centre et des municipalités limitrophes, telles que Saint-Anaclet-de-Lessard et les anciennes municipalités du Bic, de Rimouski-Est et de Pointe-au-Père.
En réponse au déclin des paroisses de l'arrière-pays à la fin des années 1960, les gouvernements tentent de fermer 81 communautés dites « marginales » dans un effort d'aménagement planifié du territoire du Bas-Saint-Laurent et de la Gaspésie. Les 65 000 résidents affectés par ces délocalisations — à Esprit-Saint notamment — se soulèvent et refusent d'abandonner leurs villages pour s'établir dans des « centres désignés ». Après quelques années de lutte, le mouvement social appelé « Opération Dignité » fait reculer les gouvernements, qui proposent plutôt d'établir des programmes agroforestiers afin de contrer le déclin de ces communautés.
La fin des années 1970 verra un mouvement de décentralisation des décisions dans le domaine de l'aménagement régional au Québec. Pour  donner suite à cette réflexion, le gouvernement créée les municipalités régionales de comté au début des années 1980, pour renouveler et revaloriser les comtés municipaux qui existaient depuis 1855. Les MRC reçoivent le mandat de préparer des schémas d'aménagement du territoire et obtiennent des compétences supplémentaires au cours des années 1990, comme la gestion des matières résiduelles et la protection contre les incendies. Avec la réorganisation des municipalités de 2002, la MRC de Rimouski-Neigette signe un pacte rural, afin de faire contrepoids à la ville de Rimouski et de soutenir les municipalités rurales du territoire.

## Population
| Municipalité              | Population | Population | Population | Population | Population | Population | Population | Population | Variation en % | Variation en % | Variation en % |
| Municipalité              | 1951       | 1961       | 1971       | 1981       | 1986       | 1991       | 1996       | 2001       | 51/91          | 91/01          | 96/01          |
| ------------------------- | ---------- | ---------- | ---------- | ---------- | ---------- | ---------- | ---------- | ---------- | -------------- | -------------- | -------------- |
| Mont-Lebel                | 459        | 396        | 374        | 350        | 264        | 320        | 355        | 334        | -22,7          | 4,4            | -5,9           |
| Pointe-au-Père            | 451        | 743        | 1 013      | 3 310      | 3 685      | 4 001      | 4 145      | 4 171      | 819,1          | 4,2            | 0,6            |
| Rimouski                  | 18 739     | 27 387     | 31 934     | 37 808     | 38 840     | 40 506     | 41 918     | 41 549     | 101,8          | 2,6            | -0,9           |
| Rimouski-Est              | 889        | 1 581      | 2 069      | 2 506      | 2 354      | 2 141      | 2 119      | 2 058      | 138,4          | -3,9           | -2,9           |
| Sainte-Blandine           | 1 259      | 1 342      | 1 180      | 1 675      | 1 825      | 1 938      | 2 114      | 2 218      | 67,9           | 14,4           | 4,9            |
| Sainte-Odile-sur-Rimouski | 383        | 461        | 411        | 847        | 1 040      | 1 233      | 1 412      | 1 463      | 268,7          | 18,7           | 3,6            |
| Le Bic                    | 2 188      | 2 282      | 2 385      | 2 994      | 3 086      | 3 041      | 2 999      | 2 872      | 37,1           | -5,6           | -4,2           |

### Parcs, réserves et aires protégées

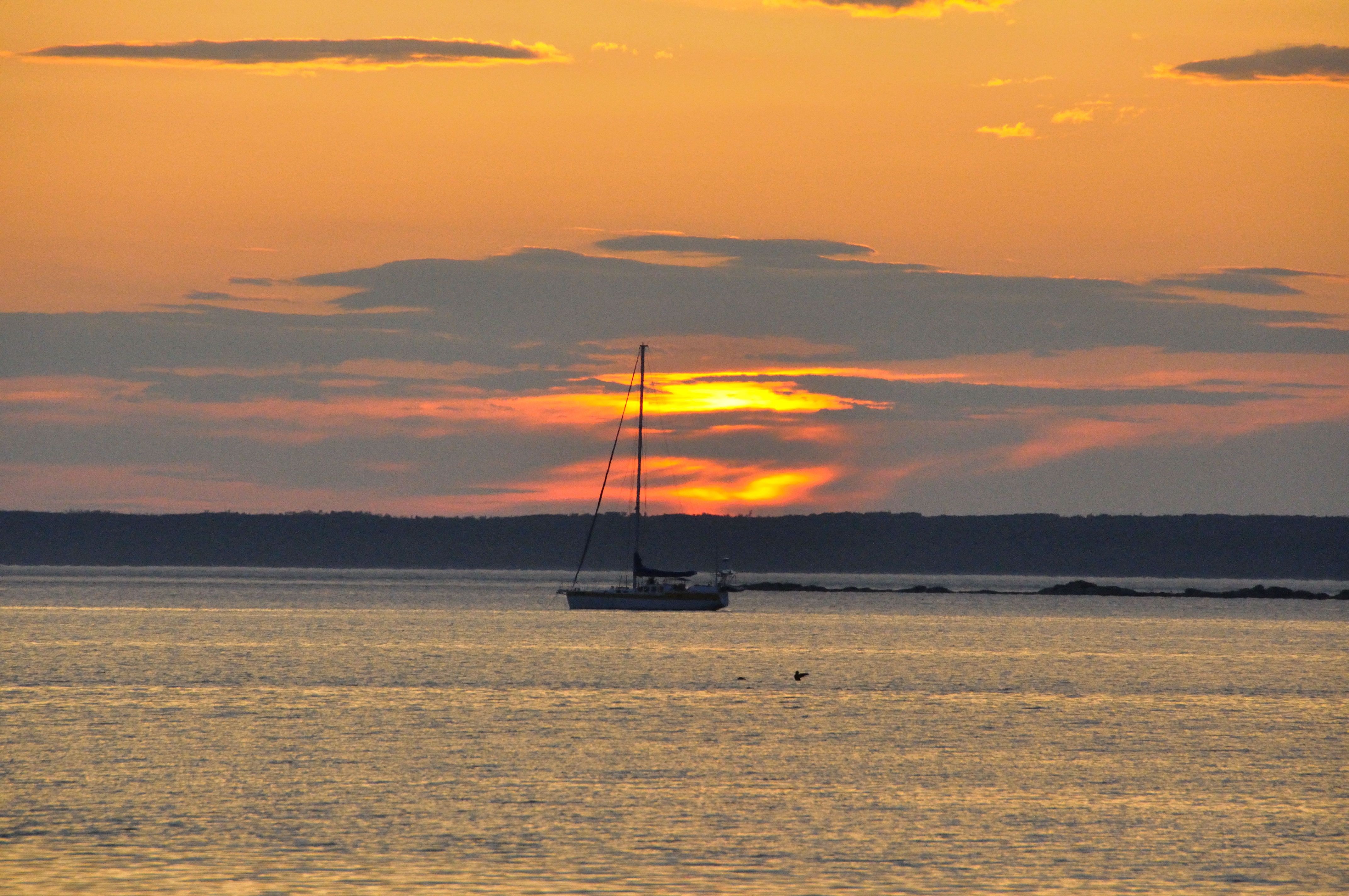
Le parc national du Bic, établi en 1984

Une grande partie du territoire de la MRC est gérée en vue de sa conservation ou des activités de chasse et pêche. Le Parc national du Bic, situé dans le district du Bic à l'ouest de la ville de Rimouski et de la municipalité voisine de Saint-Fabien qui occupe un territoire de 33,2 km2, dont 14,4 km2 en territoire marin,.
Il est possible de pratiquer la chasse sur 80 % du territoire (2 220 km2) de Rimouski-Neigette. Une superficie de 1 479 km2 est sous gestion publique, où le prélèvement est strictement contrôlé. Le plus grand de ces territoires est la Réserve faunique de Rimouski, un territoire public de chasse et de pêche de 729 km2 qui occupe le tiers sud de la MRC sur le territoire non organisé de Lac-Huron. La réserve s'étend jusqu'à la frontière du Nouveau-Brunswick. Trois autres territoires, la Zec du Bas-Saint-Laurent, la réserve faunique Duchénier et la Zec de la Rivière-Rimouski sont sous gestion d'organismes du milieu. Enfin, deux pourvoiries, occupant une superficie de 740 km2, sont aussi à la disposition des chasseurs.

## Économie

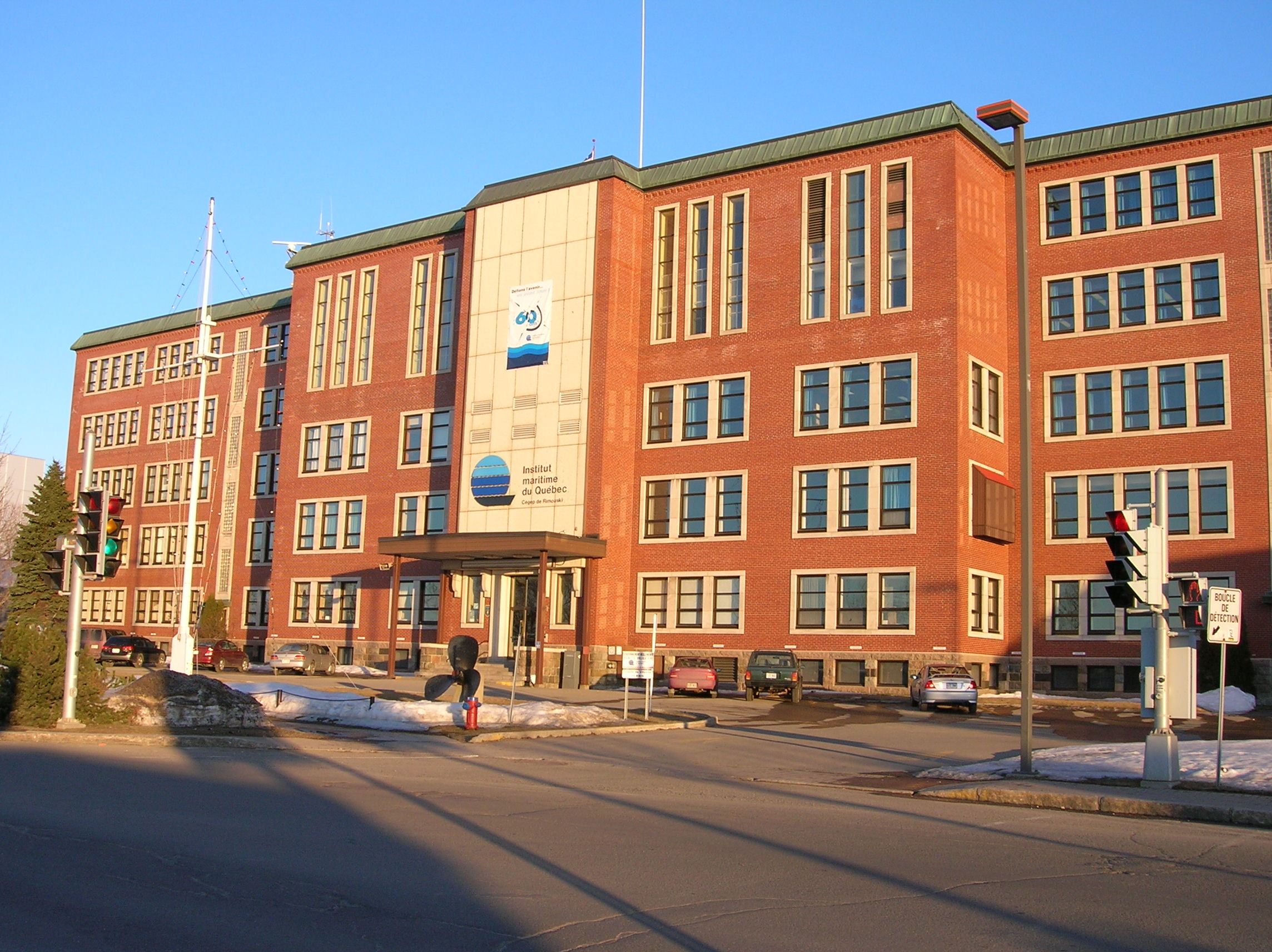
L'Institut maritime du Québec

### Secteurs d'activité

#### Services
Le secteur des services domine l'économie régionale. Le taux de scolarisation collégiale ou universitaire de la population se situe à 36,5 % soit près de cinq points de plus que la moyenne québécoise. Plus de 20 % de la population active est à l'œuvre dans le secteur de l'économie du savoir. Rimouski accueille notamment le siège régional de Telus au Québec. L'entreprise de télécommunication a inauguré un centre de données de 65 millions de dollars en 2012, première phase d'un investissement de 250 millions de dollars sur 20 ans.

### Transport

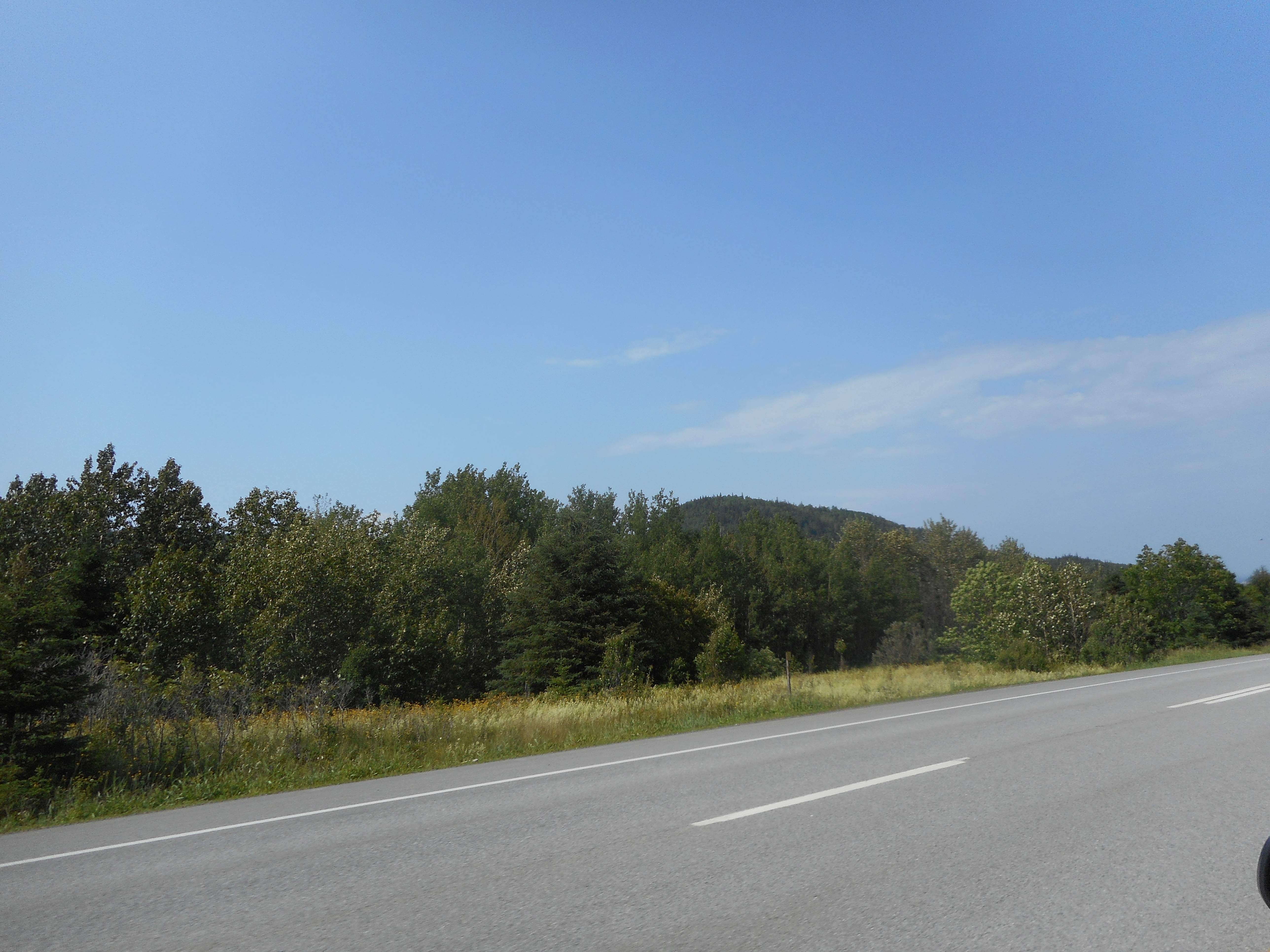
La route 132 à Rimouski

La MRC est desservie par quatre grands axes routiers structurants : l'autoroute 20, la route 132 qui traversent le territoire d'ouest en est. La route 232 relie les parties nord et sud du territoire, alors que la route 234 dessert la partie sud-est de la région. Deux infrastructures majeures, le port de mer — ouvrant l'accès à la voie navigable qu'est l'estuaire du Saint-Laurent — et l'aéroport de Rimouski desservent le territoire. Un service ferroviaire régulier est disponible à partir de la gare de Rimouski et un service d'autocars interurbains relie les secteurs ruraux de la MRC avec la ville-centre où la correspondance avec le service de transport de Rimouski est possible.

## Région pastorale

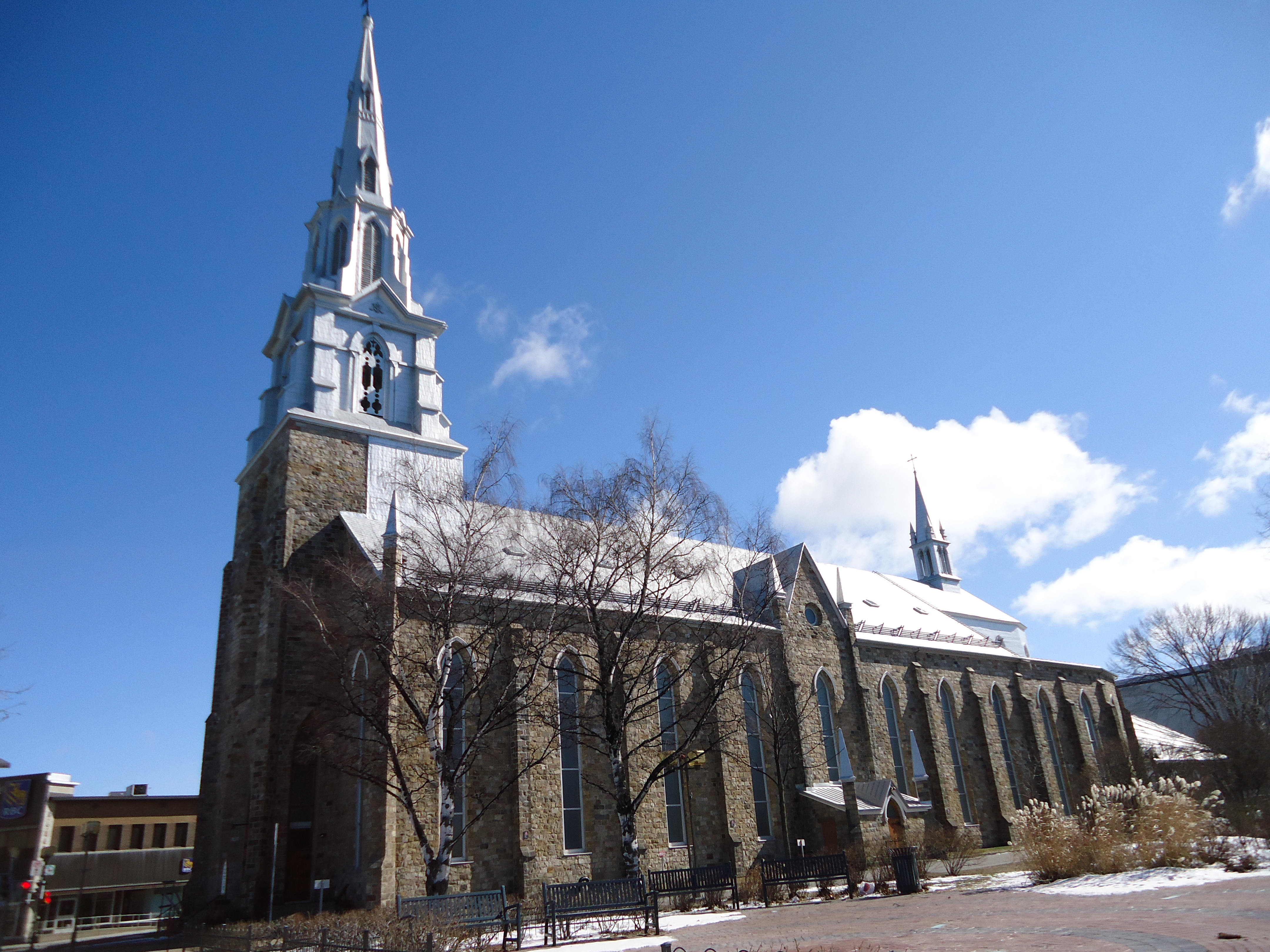
La cathédrale Saint-Germain de Rimouski

Rimouski-Neigette est une région pastorale de l'archidiocèse de Rimouski qui est divisée en 16 paroisses :
- Saint-Germain (cathédrale) de Rimouski
- Bienheureuse-Élizabeth-Turgeon de Rimouski
- Sainte-Anne de Pointe-au-Père
- Sainte-Odile de Rimouski
- Notre-Dame-du-Sacré-Cœur de Rimouski
- Sainte-Blandine
- Saint-Narcisse de Saint-Narcisse-de-Rimouski
- Sainte-Cécile du Bic
- Saint-Valérien de Saint-Valérien-de-Rimouski
- Notre-Dame-des-Murailles de Saint-Fabien (sur mer)
- Saint-Fabien
- Saint-Eugène-de-Ladrière

## Éducation

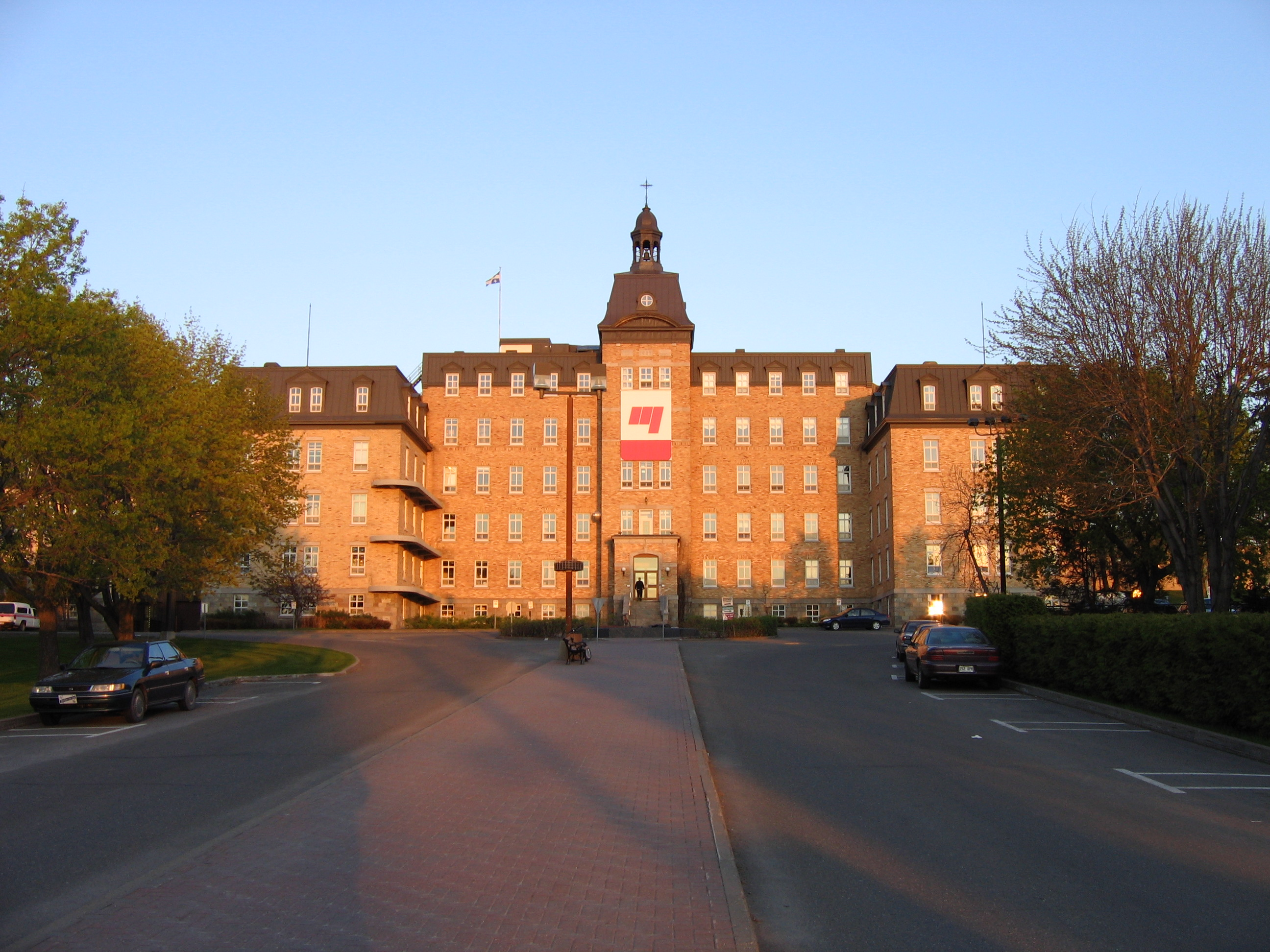
Université du Québec à Rimouski